# Apanteles reticarina
Apanteles reticarina är en stekelart som först beskrevs av Song och Chen 2003.  Apanteles reticarina ingår i släktet Apanteles och familjen bracksteklar. Inga underarter finns listade i Catalogue of Life.